# Thomas Schönlebe
Thomas Schönlebe (* 6. srpna 1965, Frauenstein, Sasko) je bývalý německý atlet, jehož specializací byl běh na 400 metrů. Většinu svých úspěchů zaznamenal coby reprezentant NDR.

## Kariéra
Třikrát reprezentoval na letních olympijských hrách (Soul 1988, Barcelona 1992, Atlanta 1996). Největšího úspěchu dosáhl na první olympiádě v jihokorejském Soulu, kde skončilo východoněmecké kvarteto v závodě na 4 × 400 metrů ve finále na čtvrtém místě. V individuálním závodě skončil v semifinále.

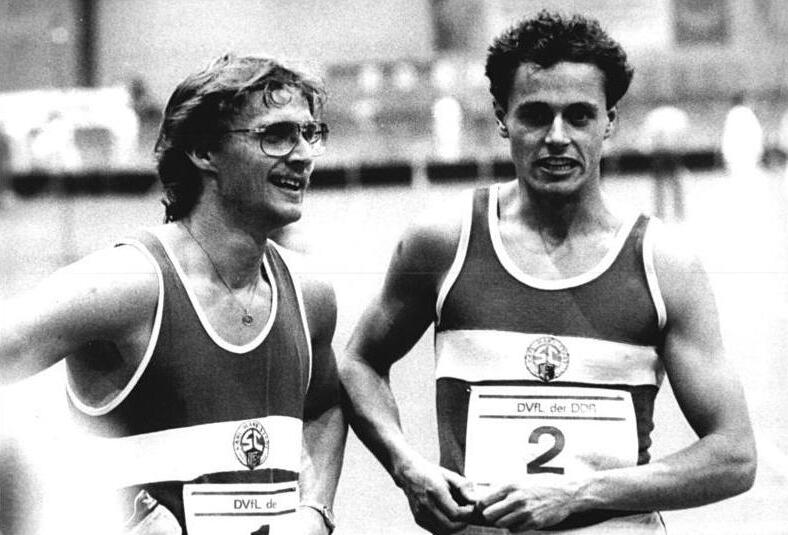
T. Schönlebe a Jens Carlowitz (vpravo) v roce 1988

Dvakrát získal stříbrnou medaili na mistrovství Evropy v atletice (Stuttgart 1986, Split 1990). V obou případech shodně prohrál s britským čtvrtkařem Rogerem Blackem.
V roce 1985 získal zlatou medaili na světových halových hrách (předchůdce halového MS) v Paříži v novém halovém světovém rekordu 45,60 s. 3. září 1987 na druhém ročníku mistrovství světa v atletice v Římě zaběhl ve finále čtvrtku v čase 44,33 s a získal zlatou medaili. Tento čas je dodnes evropským rekordem.
Dne 5. února 1988 vylepšil v Sindelfingenu vlastní halový světový rekord v běhu na 400 metrů na 45,05 s. Rekord překonal o čtyři roky později Američan Danny Everett ve Stuttgartu výkonem 45,02. Schönlebeho výkon je v současnosti na sedmém místě v historických tabulkách a jedná se o evropský rekord, rychleji totiž čtvrtku v hale zaběhla jen pětice Američanů a Kirani James z Grenady.

## Osobní rekordy
Dráha
- Běh na 400 metrů – 44,33 s – 3. září 1987, Řím - Současný evropský rekord

Hala
- Běh na 400 metrů – 45,05 s – 5. února 1988, Sindelfingen - Současný evropský rekord